# ستيوارت ولز
ستيوارت ولز (بالإنجليزية: Stuart Wells)‏ هو ممثل بريطاني، ولد في 18 سبتمبر 1982 في المملكة المتحدة.

## أعمال

### أفلام
- (2000) بيلي إليوت[2]

## وصلات خارجية
- ستيوارت ولز على موقع IMDb (الإنجليزية)
- ستيوارت ولز على موقع قاعدة بيانات الفيلم (الإنجليزية)